# Cueva del Cancho
La cueva del Cancho es un abrigo con representaciones rupestres localizado en el término municipal de Castellar de la Frontera, provincia de Cádiz (España). Pertenece al conjunto de yacimientos rupestres denominado Arte sureño, muy relacionado con el arte rupestre del arco mediterráneo de la península ibérica.
El abrigo, formado por la erosión de roca arenisca, se encuentra situado en la Loma de Cantaraz, cerca del Cortijo de Navahermosa y en los alrededores de la Cueva de los Números y de la Cueva del Cambulló.
Esta covacha fue descrita por primera vez en 1929 por el arqueólogo francés Henri Breuil en su obra Rock paintings of Southern Andalusia. A description of a neolithic and copper age Art Group identificando dos figuras zoomorfas y un grupo de puntos. En investigador alemán Uwe Topper en 1975 visitó la cueva confirmando la presencia de estas representaciones y además describió otras dos más. 
Las figuras presentes están realizadas con un pigmento de color rojo intenso. El grupo de puntos agrupados en un lado de la pared y dos de las figuras no tienen interpretación para Topper pero las otras dos parecen representar para el autor a un animal de carga o quizás una hembra preñada y una esquematización antropomorfa.